# Бойчук, Ефим Васильевич
Ефи́м Васи́льевич Бойчу́к (24 декабря 1918, село Юхимовцы Подольской губернии Украинской ССР, ныне в составе Хмельницкой области Украины — 4 июня 1991, Москва) — советский военачальник, маршал артиллерии (1980), Герой Социалистического Труда (1984). Начальник 12-го Главного управления Министерства обороны СССР (1974—1985).

## Биография
Родился 24 декабря 1918 года в селе Юхимовцы ныне Волочисского района Хмельницкой области Украины в семье рабочего-железнодорожника. Украинец. Отец в молодости служил в береговой артиллерии Балтийского флота унтер-офицером. За участие в Свеаборгском восстании 1906 года приговорен к 10 годам ссылки в Сибири. Ефим Бойчук окончил школу семилетку, и в 1937 году — Проскуровский индустриальный техникум.

## Начало военной службы
С 1937 года — в Красной Армии. Направлен на учёбу в 2-е Киевское артиллерийское училище, а когда оно в 1938 году было расформировано, переведён в Томское артиллерийское училище, которое окончил в 1939 году. С августа 1939 года служил командиром артиллерийского взвода, затем командиром батареи лёгкого артиллерийского полка на Дальнем Востоке.

## Великая Отечественная война
В сентябре 1941 года полк, в котором служил Е. В. Бойчук, был переброшен на фронт. Прошёл всю войну, воевал в должности командира батареи, командира артдивизиона, начальника штаба 19-го артиллерийского полка в 26-й стрелковой дивизии. С августа 1943 года — старший помощник начальника оперативного отдела штаба управления командующего артиллерией Северо-Западного фронта. С мая 1944 года — начальник штаба 152-й армейской пушечной артиллерийской бригады. Воевал на Северо-Западном, 2-м Белорусском, 2-м Украинском, 3-м Прибалтийском фронтах, освобождал Румынию, Венгрию, Австрию, Чехословакию. Член ВКП(б) с 1942 года.
В августе 1945 года бригада, в которой служил Е. Бойчук, была в полном составе переброшена на Дальний Восток и в составе войск Забайкальского фронта участвовала в советско-японской войне. Отличился при преодолении с боями хребта Большой Хинган.
Воевал отважно и умело, несколько раз был ранен, в одном из боёв в 1942 году был окружен противником и вызывал огонь артиллерии на себя, чудом остался жив. За годы войны прошёл путь от лейтенанта до майора. Награждён четырьмя боевыми орденами.

## Послевоенный период
После войны Е. В. Бойчук служил начальником штаба артиллерийской бригады, с мая 1947 года — начальником штаба артиллерии стрелковой дивизии, с июля 1947 года — старшим офицером отдела штаба артиллерии Забайкальского военного округа. Окончил с отличием Военную академию имени Ф. Э. Дзержинского в 1953 году.
По окончании академии с 1953 года — командир гаубичного артиллерийского полка в 10-й механизированной дивизии (Ровно), с октября 1954 года — командир 77-й инженерной бригады особого назначения (под таким наименованием в целях секретности тогда значились первые ракетные бригады Вооруженных Сил СССР). Бригада была вооружена ракетами дальнего действия Р-1 и Р-2, дислоцировалась в посёлке Новые Белокоровичи Житомирской области. С декабря 1955 года — начальник Камышинского артиллерийско-технического училища. С октября 1957 года командовал ракетным корпусом на Урале (по причине той же секретности тогда в документах он именовался учебным артиллерийским полигоном).

## На службе в Генеральном штабе
С декабря 1960 года — начальник направления, заместитель начальника и начальник управления Генерального штаба. Принимал участие в организации операции «Анадырь». С июля 1968 года — заместитель, с 1969 — 1-й заместитель начальника Главного оперативного управления Генерального штаба ВС СССР. Генерал-полковник (1972).

## Во главе 12-го Главного управления
В феврале 1974 года генерал-полковник артиллерии Бойчук был назначен начальником 12-го Главного управления Министерства обороны СССР. Данное Главное управление отвечает за разработку, производство, обеспечение войск ядерными боеприпасами и за их хранение и доставку к боевым позициям. Роль Е. В. Бойчука на этом ответственном посту оценивается специалистами исключительно высоко. Он является инициатором и исполнителем реорганизации всей системы ядерного обеспечения Вооруженных Сил СССР. В результате удалось добиться, с одной стороны, значительного увеличения объёма, масштабов и сложности решаемых задач, а с другой — повышения роли, места и готовности объектов 12-го Главного управления к действиям по прямому предназначению. По сути, под его руководством был создан новый род войск, основной задачей которого была доставка и выдача ядерных боеприпасов войскам и флотам в любых условиях боевой обстановки. Маршал артиллерии (воинское звание присвоено Указом Президиума Верховного Совета СССР от 4 ноября 1980 г.).
С февраля по октябрь 1974 года также являлся членом Военного совета РВСН.
С ноября 1985 года — в Группе генеральных инспекторов Министерства обороны СССР.
Скончался 4 июня 1991 года. Похоронен на Троекуровском кладбище (1-й уч.).

## Награды
- Герой Социалистического Труда (17.02.1984);
- Два Ордена Ленина (21.02.1978, 17.02.1984);
- Орден Октябрьской Революции (1974);
- Орден Александра Невского (28.09.1945);
- Два ордена Отечественной войны 1-й степени (30.04.1945, 11.03.1985);
- Орден Отечественной войны 2-й степени (15.11.1943);
- Орден Трудового Красного Знамени (1966);
- Два ордена Красной Звезды (25.08.1943, 03.11.1953);
- Медаль «За боевые заслуги» (1947);
- Медаль «За оборону Ленинграда» (1943);
- Медаль «За взятие Будапешта» (1945);
- Медаль «За укрепление боевого содружества» (1981);
- Ряд других медалей СССР;

Иностранные награды
- Орден Знамени Венгерской Народной Республики с алмазами (Венгрия, 25.03.1965);
- Орден Тудора Владимиреску 1-й степени (Румыния, 1.10.1974);
- Орден «За боевые заслуги» (Монголия, 6.07.1971);
- Медаль «30 лет Халхин-Гольской Победы» (Монголия, 15.08.1969);
- Медаль «50 лет Монгольской Народной Армии» (Монголия, 15.03.1971);
- Медаль «50 лет Монгольской Народной Революции» (Монголия, 16.12.1971);
- Медаль «60 лет Вооружённым силам МНР» (Монголия, 29.12.1981);
- Медаль «90 лет со дня рождения Георгия Димитрова» (Болгария, 23.02.1974);
- Медаль «100 лет со дня рождения Георгия Димитрова» (Болгария);
- Медаль «100 лет Освобождения Болгарии от османского рабства» (Болгария, 1978);
- Медаль «1300 лет Болгарии» (Болгария);
- Медаль «30 лет Болгарской народной армии» (Болгария, 14.09.1974);
- Медаль «30 лет Победы над фашистской Германией» (Болгария, 6.03.1975);
- Медаль «40 лет Победы над гитлеровским фашизмом» (Болгария, 16.05.1985);
- Медаль «За боевое содружество» I степени (Венгрия, 1985);
- Медаль «25 лет освобождения Румынии» (Румыния, 3.11.1969);
- Медаль «Братство по оружию» (Польша, 1979);
- Медаль «За укрепление дружбы по оружию» I степени (ЧССР, 1970);
- Медаль «30 лет освобождения Чехословакии Советской Армией» (ЧССР, 29.08.1974);
- Медаль «40 лет освобождения Чехословакии Советской Армией» (ЧССР, 19.03.1985);
- Медаль «20-я годовщина Революционных Вооружённых сил Кубы» (Куба, 1976);
- Медаль «30-я годовщина Революционных Вооружённых сил Кубы» (Куба, 24.11.1986).

## Память
- На здании 12-го Главного управления Министерства обороны Российской Федерации в Москве открыта мемориальная доска в честь Е. В. Бойчука (2008).
- Мемориальную доску в честь Героя Социалистического Труда Ефима Бойчука установили 24 октября 2017 года на здании школы № 2116 района Зябликово[7].
- Именем военачальника названа улица в районе Братеево (Москва) в 2015 году[8].
- Именем Е. В. Бойчука назван Межвидовой учебный центр переподготовки и повышения квалификации специалистов (2017).
- В августе 2012 года в Министерстве обороны Российской Федерации учреждена ведомственная медаль «Маршал артиллерии Е.В. Бойчук».